# SŽD-Baureihe ТУ6А
Die Lokomotiven der Baureihe ТУ6А (deutsche Transkription TU6A) der Sowjetischen Eisenbahnen (SŽD) sind schmalspurige Diesellokomotiven, die als leicht verbesserte Version der SŽD-Baureihe ТУ6 entstand.

## Geschichte
Die Produktion der Lokomotiven, die eine verbesserte Variante der SŽD-Baureihe ТУ6 ist, begann 1973 in der Maschinenfabrik Kambarka. Der Index А in ihrer Bezeichnung ist keine Abkürzung und die Lokomotiven wurden unabhängig von der ТУ6 nummeriert. So existieren von der ТУ6 und der ТУ6А jeweils eine Inventarnummer 0001. Die Lokomotive unterschied sich von der SŽD-Baureihe ТУ4 durch den stärkeren Dieselmotor und die Anwendung eines mechanischen Getriebes. Ursprünglich war der Aufbau mit dem der ТУ4 einheitlich, ab den 1970er Jahren änderte sich das äußere Bild der Lokomotiven radikal; von da an glich die Lokomotive eher der SŽD-Baureihe ТУ7. Dieser Angleich ereignete sich im Rahmen der Inventarnummern 0459 – 0482. Die Produktion der gesamten Lokomotive vollstreckte sich bis 1988. Die letzte ausgelieferte Diesellok hatte die Inventarnummer 3915. 2005 befand sie sich bei Schmalspurbahn in Kulykiwka. Heute ist die ТУ6А die zahlenmäßig am meisten vorhandene Lokomotive auf den Schmalspurbahnen in Russland. Die ТУ6А.2360 war die einzige Lokomotive der Serie, die auf einer Kindereisenbahn, der Kindereisenbahn in Jaroslawl, ab 1982 eingesetzt war. Sie kam von der Schwellenfabrik in Charowsk in der Oblast Wologda und wurde 2009 ausgemustert und verschrottet.

## Technische Charakteristik
Die Diesellokomotive mit mechanischer Kraftübertragung ist für Rangierarbeiten sowie Güter- und Personenbeförderung auf Schmalspurbahnen mit einer Spurweite von 750 mm sowie für Industrieunternehmen mit derselben Spurweite vorhergesehen. Das Führerhaus ist wärmeisoliert und übersichtlich. Die Lokomotive wurde mit einer für Schmalspurbahnen üblichen Zug- und Stoßvorrichtung versehen, konnte aber auch mit einer automatischen Kupplung ausgerüstet werden.

## Modifikationen
Auf der Basis der Diesellokomotive entstanden
- die Diesellok-Energieanlage ТУ6СПА für den Verschub und die Energieversorgung von schmalspurigen Bauzügen
- die Diesellok-Draisine ТУ6Д, ausgestattet mit einer Güterplattform und einem hydraulischen Kran
- die Passagier-Draisine ТУ6П für die Beförderung von ingenieurtechnischem Personal und Arbeitern.

## Bilder

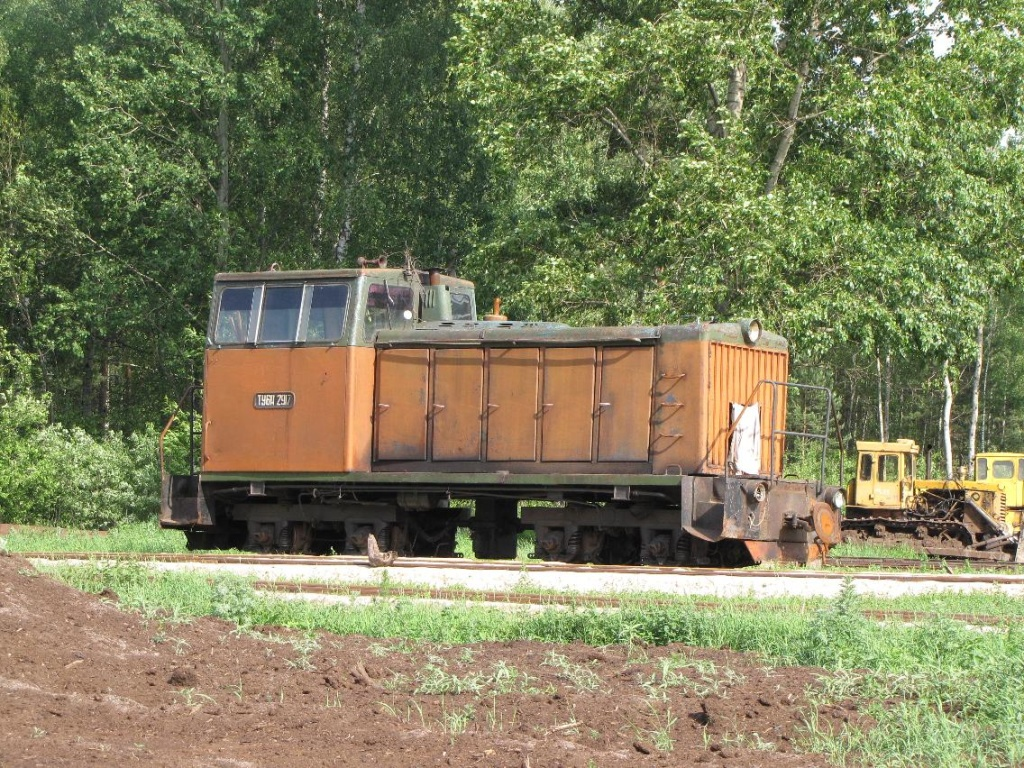
ТУ6А-2917 der Torfbahn Solottschinskoje
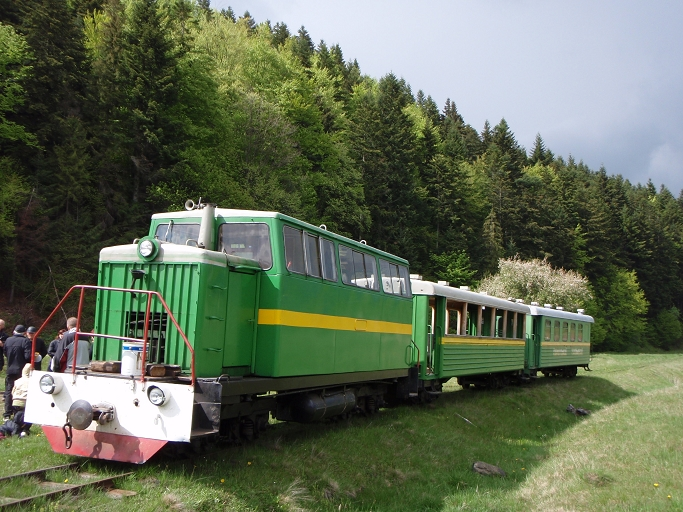
Fotografie von der ТУ6П